# Чемпионат Новой Каледонии по футболу
Супер Лига Новой Каледонии это высший дивизион Федерации футбола Новой Каледонии в Новой Каледонии. С 2012 года чемпионат проходит в виде двухкругового турнира, в котором принимают участие 11 команд.

## Предыдущие победители
- 1962: УСК Нумеа
- 1963: УСК Нумеа
- 1964—1977: неизвестно
- 1978: Джелима Канала
- 1979—1983: неизвестно
- 1984: АС Фрегат
- 1985: АС Куни
- 1986—1992
- 1993: Вэ Люсилья
- 1994: Бако
- 1995: Бако
- 1996: ЖС Трапу
- 1997: Бако
- 1998: АС Пум
- 1999: Гайтча
- 2000: Бако
- 2001: Бако
- 2002: Мон-Дор
- 2002/03: Мажента
- 2003/04: Мажента
- 2004/05: Мажента
- 2005/06: Мон-Дор
- 2006/07: Бако
- 2007/08: Мажента
- 2008/09: Мажента
- 2009: Мажента
- 2010: Мон-Дор
- 2011: Мон-Дор
- 2012: Мажента
- 2013: Гайтча
- 2014: Мажента
- 2015: Мажента
- 2016: Мажента
- 2017: Хьенген Спорт
- 2018: Мажента
- 2019: Хьенген Спорт
- 2020: АС Тига Спорт
- 2021: Хьенген Спорт
- 2022: Хьеген Спорт
- 2023: Мажента